# Shayon Harrison
Shayon Adam Harrison (Londen, 13 juli 1997) is een Engels voetballer van Jamaicaanse afkomst die doorgaans als aanvaller speelt.

## Carrière
Shayon Harrison speelde in de jeugd van Tottenham Hotspur FC, waar hij op 25 oktober 2016 zijn eerste en enige wedstrijd speelde. Hij kwam in de 83e minuut in het veld voor Georges-Kévin N'Koudou, in de 2-1 verloren uitwedstrijd tegen Liverpool FC in het toernooi om de EFL Cup. De tweede seizoenshelft van het seizoen 2016/17 werd hij verhuurd aan Yeovil Town FC, waarmee hij uitkwam in de League Two. Het seizoen erna werd hij de tweede seizoenshelft verhuurd aan Southend United FC, en de tweede seizoenshelft van het seizoen 2018/19 aan Melbourne City FC. In 2019 vertrok hij transfervrij naar Almere City FC. Daar kwam hij in zijn eerste seizoen tot 7 doelpunten in 21 wedstrijden in de Eerste divisie. In het seizoen 2020/21 kwam hij minder aan bod en per 1 februari 2021 werd zijn contract ontbonden. Harrison vervolgde zijn loopbaan bij AFC Wimbledon en Morecambe FC in de League One.

### Statistieken
| Seizoen                        | Club                 | Land           | Competitie     | Competitie | Competitie | Beker | Beker | Overig | Overig | Totaal | Totaal |
| Seizoen                        | Club                 | Land           | Competitie     | Wed.       | Dlp.       | Wed.  | Dlp.  | Wed.   | Dlp.   | Wed.   | Dlp.   |
| ------------------------------ | -------------------- | -------------- | -------------- | ---------- | ---------- | ----- | ----- | ------ | ------ | ------ | ------ |
| 2016/17                        | Tottenham Hotspur FC | Engeland       | Premier League | 0          | 0          | 0     | 0     | 1      | 0      | 1      | 0      |
| 2016/17                        | → Yeovil Town FC     | Engeland       | League Two     | 14         | 1          | 0     | 0     | 1      | 0      | 15     | 1      |
| 2017/18                        | → Southend United FC | Engeland       | League One     | 13         | 0          | 0     | 0     | 0      | 0      | 13     | 0      |
| 2018/19                        | → Melbourne City FC  | Australië      | A-League       | 10         | 4          | 0     | 0     | 1      | 0      | 11     | 4      |
| 2019/20                        | Almere City FC       | Nederland      | Eerste divisie | 21         | 7          | 1     | 0     | –      | –      | 22     | 7      |
| 2020/21                        | Almere City FC       | Nederland      | Eerste divisie | 11         | 1          | 0     | 0     | –      | –      | 11     | 1      |
| 2020/21                        | AFC Wimbledon        | Engeland       | League One     | 1          | 0          | 0     | 0     | 0      | 0      | 1      | 0      |
| 2021/22                        | Morecambe FC         | Engeland       | League One     | 3          | 0          | 0     | 0     | 1      | 0      | 4      | 0      |
| Carrièretotaal                 | Carrièretotaal       | Carrièretotaal | Carrièretotaal | 73         | 13         | 1     | 0     | 4      | 0      | 78     | 13     |
| Bijgewerkt op 23 november 2021 |                      |                |                |            |            |       |       |        |        |        |        |